# Navodnjavanje
Navodnjavanje je naziv za hidrotehničku mjeru poboljšavanja fizičkih svojstava tla dodavanjem vode kako bi se postigla najpovoljina razina vlage za vrijeme vegetacije i time postigao optimalan urod. Navodnjavanje može trajati jedim dijelom vegetacije ili tijekom cijelog razdoblja rasta. Voda se koristi iz raznih vodnih tokova, umjetnih jezera, izvora, podzemnih tokova ili iz pročišćenih otpadnih voda. Po načinu pretvaranja toka vode u kapilarnu vodu u tlu postoje tri metode: površinsko, podzemno, i kišenje (orošavanje).